# Contea di Outagamie
La contea di Outagamie (in inglese, Outagamie County) è una contea dello Stato del Wisconsin, negli Stati Uniti. La popolazione al censimento del 2000 era di 160 971 abitanti. Il capoluogo di contea è Appleton.